# El lladre de paraules
El lladre de paraules (títol original en anglès, The Words) és un drama romàntic de 2012 dirigit per Brian Klugman i Lee Sternthal i protagonitzada per Dennis Quaid, Bradley Cooper i Zoe Saldana.
La pel·lícula es va estrenar al Festival de Cinema de Sundance el 2012.

## Argument
Clayton Hammond (Dennis Quaid), és un escriptor famós que assisteix a la lectura pública de la seva nova novel·la El lladre de paraules, centrat en Rory Jansen (Bradley Cooper), un aspirant a escriptor que viu a Nova York amb la seva xicota, Dora (Zoe Saldana). Amb l'ajuda del seu pare (J. K. Simmons), Rory aconsegueix una feina en una editorial i intenta vendre la seva primera novel·la, la qual és constantment rebutjada pels editors. Finalment, troba un manuscrit que el portarà a la fama.

## Repartiment
| Intèrpret      | Personatge    |
| -------------- | ------------- |
| Bradley Cooper | Rory Jansen   |
| Dennis Quaid   | Clay Hammond  |
| Zoë Saldaña    | Dora Jansen   |
| Jeremy Irons   | home vell     |
| Olivia Wilde   | Daniella      |
| Ben Barnes     | home jove     |
| J. K. Simmons  | pare de Rory  |
| Željko Ivanek  | Joseph Cutler |

## Producció
El rodatge va tenir lloc a Mont-real (Quebec) el juny del 2011. La filmació de la cinta es va fer a la ciutat de Montreal perquè podia representar tant París com Nova York.